# Especiació al·lopàtrica

Un experiment amb l'especiació en Drosophila melanogaster, realitzat per Diane Dodd el 1989.

L'especiació al·lopàtrica és l'especiació per aïllament geogràfic. Ve del grec ἄλλος (al·los, 'diferent') i fa referència al mecanisme pel qual una espècie evoluciona a una altra com a resultat del seu aïllament geogràfic.
Considerem una població inicial, els individus de la qual poden aparellar-se sense restriccions. Aquesta població se separa en dos (o més) mitjançant un barrera geogràfica (com ara una nova serralada, continents que se separen per una deriva continental o un corrent d'aigua dolça que se separa en regions costaneres marines). Les dues poblacions es desenvolupen separadament i, en tant que és probable que es trobin sotmeses a ambients diferents, evolucionin per camins diferents. Aquestes diferències poden ser tals que els individus d'una de les poblacions no puguin aparellar-se ni tenir descendència amb els de l'altre. Una vegada arribats a aquest punt es considera que s'ha format una nova espècie.
Aquest esquema, plantejat per Ernst Mayr després de la seva participació en la Whitney South Sea Expedition en 1929 i 1930 per recol·lectar ocells a Nova Guinea i les Illes Salomó, durant molt de temps es va considerar com el mecanisme d'especiació més important. En l'actualitat se'l considera menys freqüent que molts dels mecanismes d'especiació simpàtrica (formació d'espècies sense aïllament geogràfic).
Existeixen dos grans patrons despeciació al·lopàtrica, ambdós models proposats per Ernst Mayr: 
- Especiació vicariant
- Especiació peripàtrica

## Especiació vicariant
L'especiació al·lopàtrica pot donar-se quan una espècie se sudivideix en dos grans poblacions (especiació dicopàtrica o vicariant) com a resultat, per exemple, de la tectònica de plaques, la inundació per canvis en el nivell del mar o altres esdeveniments geològics. Com que la selecció natural és una força evolutiva poderosa en grans poblacions, l'adaptació evolutiva probablement causa els canvis genètics que resulten en l'aïllament reproductiu a l'especiació vicariant.

## Especiació peripàtrica
Aquest model implica la separació d'una petita població d'una altra gran, per exemple, amb la finalitat de colonitzar un nou ambient (efecte fundador) i romandre aïllada de la població més gran. Amb el temps s'aconsegueix una divergència genètica i/o morfològica que derivi en una nova espècie. Encara que per a molts no hi ha una diferència clara entre especiació vicariant i peripàtrica, els defensors d'aquesta última afirmen que la constitució d'una petita població implica la possibilitat de fluctuacions brusques en les freqüències gèniques (deriva genètica a l'atzar), que creuen nous acords en funció del patrimoni genètic disponible i les pressions selectives (selecció natural) que condueixin el procés. Aquesta situació es reforça amb l'aïllament al qual es veuen sotmeses les poblacions, producte de processos de colonització a diferents ambients com una estratègia fonamentalment de dispersió de la població. És per això que l'especiació peripàtrida també és coneguda com a especiació per efecte fundador. Els centenars d'espècies de Drosophila (mosques molt petites) existents a les illes Hawaii són un clàssic exemple d'especiació peripàtrica, ja que es pensa que aquestes espècies es van formar ràpidament com a producte d'un procés de colonització d'una illa a una altra. Malgrat tot això, el concepte d'especiació per efecte fundador segueix sent controvertit.